# Paulina Goto
Paulina Gómez Torres (Monterrey, 29 de julho de 1991) mais conhecida como Paulina Goto, é uma atriz, cantora, modelo e compositora mexicana, ganhou popularidade pela primeira vez por seu papel de estreia na novela mexicana Niña de mi corazón em 2010. Ela é conhecida principalmente por interpretar Valentina Contreras de los Monteros na série da Nickelodeon, Miss XV, Fanny Lascuraín Diez em Mi corazón es tuyo e Mariana na série da Netflix, Madre sólo hay dos.
Ela foi membro do popular grupo pop mexicano-argentino Eme 15, formado pelo produtor da Televisa Pedro Damián, de 2011 a 2014.

## Início da vida
Paulina Goto nasceu em Monterrey, México. Ela tem um irmão mais novo chamado Eduardo. É filha de Alicia Torres e Eduardo Gómez. Sua mãe é psicóloga. Seu pai era um cantor e músico que muitas vezes coescreveu músicas com ela; ele morreu em setembro de 2020. Quando ela tinha 5 anos, Goto e sua família se mudaram de Monterrey para Tampico, Tamaulipas, onde ela passou o resto de sua infância e adolescência. Quando criança, ela participou de aulas de dança e começou a ter aulas de balé aos quatro anos de idade. Ela treinou como ginasta rítmica dos cinco até os catorze anos, frequentando a Rítmica Escuela de Gimnasia em Tampico. Goto ganhou reconhecimento como campeã estadual e nacional e representou o México em competições internacionais. Em 2000, ela competiu na ginástica rítmica em seu primeiro torneio nacional olímpico júnior em Guadalajara, México. Em dezembro de 2010, ela retornou à Rítmica Escuela de Gimnasia para participar de uma apresentação especial de Natal ao lado dos atuais alunos da escola.
Goto completou sua educação primária na The American School of Tampico, uma escola particular bilíngue com ênfase na educação no estilo americano. Ela participou do coral da escola desde cedo. Ela frequentou brevemente o campus Tampico de Tec de Monterrey, mas depois completou o ensino médio por correspondência on-line ao se mudar para a Cidade do México quando tinha 17 anos.
Logo após, participou da apresentação dos concursos de beleza regionais como: Nuestra Belleza Tamaulipas, Nuestra Belleza Zacatecas e Espacio no ano de 2008. Esse concurso garante às vencedoras locais uma vaga no Nuestra Belleza México, concurso nacional do México.
Goto se matriculou como atriz no Centro de Educación Artística na Cidade do México e frequentou aulas no Stella Adler Studio of Acting em Nova York, Estados Unidos.

## Carreira
Em 2009, Paulina se mudou para Cidade do México para estudar no Centro de Educación Artística (CEA) da Televisa. Após isso, ela foi escolhida entre novos talentos da emissora para ser a protagonista da telenovela Niña de mi corazón, adaptação da telenovela infantil Mi pequeña traviesa, em 2010, produzida por Pedro Damián, onde atua com duas personagens: Andrea e Andrés, trabalhando com Erick Elias, Lisette Morelos, Arturo Peniche, entre outros grandes atores. No mesmo ano, Goto assinou seu primeiro contrato discográfico com a Sony Music lançando assim meu álbum de estreia chamado "Paulina Goto" e o primeiro sigle Mío. No fim do mesmo ano, gravou a música «La vida es un cuento de hadas real» para o filme animado, Barbie: A Fashion Fairytale e participou como abertura na turnê Extranjera On Tour da cantora Dulce María no Brasil. Ainda em 2010, fez sua primeira aparição no cinema com o filme Borrar de la memoria, como um convite do Centro de Educación Artística da Televisa.
Em 2011, protagonizou a obra de teatro El Knack com Alfonso Dosal. No mesmo ano, foi confirmado que hava sido escolhida para interpretar o personagem Valentina Contreras de los Montores na telenovela original da Nickelodeon, Miss XV, baseada na telenovela de 1987, Quinceañera que estreou no dia 16 de abril de 2012 pela Nickelodeon América Latina e Europa com altos índices de audiência. Ao mesmo tempo foi formado o grupo musical Eme 15, integrado pelos seis protagonistas da telenovela, incluindo Goto, que foi parte do grupo até a sua separação em 2014. O grupo gravou um álbum de estudio e um álbum ao vivo sob o selo da Warner Music e Nickelodeon Records. Em 26 de abril de 2012, lançaram seu primeiro single, «Wonderland», com o video músical gravado em Xilitla, San Luis Potosí, México. O álbum debutou na segunda posição do México Top 100 Álbum em 1 de julho de 2012. Seu álbum de estreia foi certificado de ouro na Argentina, segundo a Cámara Argentina de Produtores de Fonogramas Videogramas, pelas de 30.000 de vendas e certificado de platina no México pelas mais de 60.000 vendas.
Em agosto de 2013 protagonizou o obra musical, Vaselina, a versão em espanhol de Grease, no papel de Sandy. Goto foi escolhida através de uma audição realizada pelos produtores da obra de teatro. O musical estreou em 17 de outubro de 2013. No ano seguinte, 2014, continuou na televisão no papel da adolescente Fanny na telenovela Mi corazón es tuyo, criada por Ana Obregón, inspirada na serie de televisão espanhola de TVE Ana y los siete, em 2002. Goto participou da trilha sonora e interpretou a música Llévame despacio que atualmente possui mais de 16 milhões de reproduções no Spotify. A telenovela estreou pela primeira vez em 30 de junho de 2014 por Las Estrellas. Posteriormente, a historia seria levada também para o teatro, realizando turnês pela República Mexicana. Em 11 de novembro de 2015, lançou a música Mi corazón es un país. Ainda em 2015, estrelou o melodrama Un camino hacia el destino junto a Lisette Morelos e Jorge Aravena. Na história, cantou o tema principal Mi camino eres tú. Nessa época se mudou para Miami, Flórida, para ser jurado no segmento Estrellas del Futuro do programa televisivo Sábado Gigante.
Em janeiro de 2017, foi condutora do reality show de talentos, Pequeños Gigantes USA, gravado em Miami, Flórida, versão estadounidense do show mexicano de mesmo nome. O programa estreou no 6 de fevereiro pela Univision. No mesmo ano, protagonizou no México a telenovela El vuelo de la Victoria, interpretando Victoria Tonantzin; e trabalhou na obra Le leyenda del diamante de Rigoberto Girault. No início de 2018 participou de Dios mío, hazme viuda por favor ao lado de Sherlyn e Helena Rojo, com turnê pela República Mexicana e Estados Unidos; e também na obra Yo soy Pepito de Joaquín Rodríguez. Além disso, em outubro desse ano volta, de fato, para o lado musical com as músicas Tú sigue, e ¿Quién?.
Durante 2019, protagonizou o melodrama Vencer el miedo, onde canta Rompe, tema principal da telenovela e pelo qual recebe seu primeiro prêmio como compositora com "melhor tema de telenovela" junto a Marcela de la Garza; e lança a música Hasta la vista.
Em 2020 participou de Veinteañera, Divorciada y Fantástica, seu primeiro protagónico no cinema, transformando-se no filme mexicano com mais fins de semana em primeiro lugar em cartaz no México, deixando para atrás No se aceptan devoluciones. A música Golpe Avisa, interpretada por Goto, fez parte do soundtrack do filme. No mesmo ano participa do filme Diosa del Asfalto, do diretor Julián Hernández. Em abril de 2020, durante o confinamento causado pelo COVID-19, lança a música Capricornio que veio do EP intitulado Abbey Road Sessions, gravado nos estúdios de Londres. No mesmo ano lança o tema Menos de un minuto, em colaboração com o cantautor colombiano Christian Vélez, além da música Siempre Contigo, dedicada a seu pai, e Noche Buena, em colaboração com o cantor Pablo Dazan.
Em 2021, protagonizou a famosa série original da Netflix, Madre sólo hay dos, ao lado de Ludwika Paleta. Em dezembro do mesmo ano estreou a segunda temporada da série e foi confirmada uma terceira para 2022. As músicas Lero Lero e Té de Limón, foram incluidas como parte do soundtrack oficial desse projeto. Além disso, participa da dublagem Pipp Petals no filme My Little Pony: Nueva Generación, ao lado de Belinda e Vadhir Derbéz. No fim de 2021, dá início as gravações do filme mexicano Bendita Suegra, do diretor Beto Gomez. No mesmo ano lança Quedito, um dueto com o cantor Caztro; Toda Todita junto a María Bernal e Lucía Covarrubias, como um convite às mulheres para se aceitarem e se amarem; e a música Navidad, Navidad, para encerrar o ano.
Para 2022, Paulina volta aos teatros com o musical Ghost: La sombra del amor, protagonizando a história no papel de Molly. O musical é baseado no famoso filme de 1990 e estreou em março desse ano.

## Vida pessoal
Em 2016 durante as gravações de Un Camino Hacia El Destino, conheceu o ator e modelo argentino Horacio Pancheri. O namoro conturbado durou cerca de 2 anos e em 2018 confirmaram o término. Em 2019 começou a namorar o empresário e político Rodrigo Saval. Eles se conheceram durante uma festa de casamento de amigos em comum. Goto tomou a iniciativa. Em 28 de fevereiro de 2023, Paulina e Rodrigo se casaram no civil em um jardim de hotel de luxo na Cidade do México. A cerimônia foi restrita apenas para familiares e amigos íntimos do casal.

## Filmografia

### Telenovelas e Séries
| Ano       | Título                     | Papel                                                                   |
| --------- | -------------------------- | ----------------------------------------------------------------------- |
| 2008–2009 | Roomies                    | Ela mesma                                                               |
| 2010      | Niña de mi corazón         | Andrea Paz "La Niña" / Andrés Paz                                       |
| 2012      | Miss XV                    | Valentina Contreras de los Monteros                                     |
| 2014–2015 | Mi corazón es tuyo         | Estefânia "Fanny" Lascuráin Diez                                        |
| 2016      | Un camino hacia el destino | Luísa Fernanda Peres Altamirano                                         |
| 2017      | El vuelo de la Victoria    | Victoria Tonantzin / Victoria Acevedo Rosales / Victoria Zavala "Vicky" |
| 2020      | Vencer el miedo            | Marcela Durán Bracho                                                    |
| 2020      | Vencer el desamor          | Marcela Durán Bracho                                                    |
| 2021–2022 | Mãe Só Tem Duas            | Mariana                                                                 |
| 2022      | Vencer la ausencia         | Marcela Durán Bracho                                                    |

### Cinema
| Ano  | Filme                                | Personagem              |
| ---- | ------------------------------------ | ----------------------- |
| 2010 | Borrar de la Memoria                 | Companheira de Diana #2 |
| 2016 | Yo soy Pepito                        | Lucía                   |
| 2017 | La Leyenda Del Diamante              | Ana                     |
| 2020 | Veinteañera, divorciada y fantástica | Regina                  |
| 2020 | La Diosa del Asfalto                 | Muñeca                  |
| 2023 | Bendita Suegra                       | Andrea                  |
| 2024 | Entra en mi vida                     | Eugenia                 |
| 2024 | Tu madre o la mía                    | Regina                  |

### Teatro
| Ano       | Obra                            | Personagem                       |
| --------- | ------------------------------- | -------------------------------- |
| 2011      | El Knack                        |                                  |
| 2013      | Vaselina                        | Sandy                            |
| 2014–2015 | Mi corazón es tuyo              | Estefanía "Fanny" Lascuráin Diez |
| 2018      | Dios Mio, Hazme Viuda Por Favor | Silene                           |
| 2022      | Ghost: La sombra del amor       | Molly                            |

## Discografia

### Com Carreira Solo
Álbuns de Estúdio
- 2017 - «11:11»
- 2010 - «Paulina Goto»

Músicas
- 2022 - «Te Voy A Extrañar»
- 2022 - «Que PASE y YA»
- 2022 - «Té de Limon»
- 2021 - «Navidad Navidad»
- 2021 - «Antagonista»
- 2021 - «Libéluas»
- 2021 - «Miss XV x 2»
- 2021 - «Nuestro Amor Es Arte»
- 2021 - «Toda Todita»
- 2021 - «Quedito»
- 2021 - «Me Enamoré»
- 2020 - «Nuche Buena»
- 2020 - «Siempre Contigo»
- 2020 - «Lero Lero»
- 2020 - «Quiero»
- 2020 - «Capricornio»
- 2020 - «Golpe Avisa»
- 2020 - «Rompe»
- 2019 - «Hasta La Vista»
- 2019 - «Quién?»
- 2018 - «Feliz Navidad»
- 2018 - «Tú Sigue»
- 2017 - «Creo En Tu Amor»
- 2015 - «Mi Corazón es un País»
- 2014 - «Llévame Despacio»
- 2010 - «Chispas de Cristal»
- 2010 - «Vete al Diablo»
- 2010 - «A Pesar del Tiempo»
- 2010 - «Todo por Ti»
- 2010 - «Despues de Tu Olvido»
- 2010 - «Yo Te Amo»
- 2010 - «Estoy Por Llegar»
- 2010 - «Un Juego Para Ti»
- 2010 - «Donde Sale el Sol»
- 2010 - «Mío»

Soundtrack
- 2016 - «Mi Camino Eres Tú»
- 2015 - «El Camino Dónde Voy»
- 2015 - «Alcemos Nuestras Voces»
- 2012 - «Vete al Diablo»
- 2010 - «La Vida es Un Cuento de Hadas Real»

## Prêmios e Indicações

### Prêmio TVyNovelas
| Ano  | Categoria                 | Novela                     | Resultado |
| ---- | ------------------------- | -------------------------- | --------- |
| 2020 | Melhor tema musical       | Rompe                      | Venceu    |
| 2020 | Melhor Atriz Protagonista | Vencer el miedo            | Indicada  |
| 2017 | Melhor tema musical       | Un camino hacia el destino | Indicada  |
| 2015 | Melhor Atriz Juvenil      | Mi corazón es tuyo         | Venceu    |
| 2011 | Melhor Atriz Juvenil      | Niña de mi corazón         | Venceu    |
| 2010 | Lançamento Feminino       | Niña de mi corazón         | Venceu    |

### People en Español
| Ano  | Categoria        | Telenovela         | Resultado |
| ---- | ---------------- | ------------------ | --------- |
| 2011 | Revelação do Ano | Niña de mi corazón | Indicada  |

### Kids Choice Awards México
| Ano  | Categoria      | Telenovela                 | Resultado |
| ---- | -------------- | -------------------------- | --------- |
| 2016 | Atriz Favorita | Un camino hacia el destino | Indicada  |
| 2015 | Atriz Favorita | Mi corazón es tuyo         | Venceu    |
| 2012 | Atriz Favorita | Miss XV                    | Venceu    |

### Kids Choice Awards Argentina
| Ano  | Categoria      | Telenovela | Resultado |
| ---- | -------------- | ---------- | --------- |
| 2012 | Atriz Favorita | Miss XV    | Indicada  |

### Meus Prêmios Nick
| Ano  | Categoria      | Telenovela | Resultado |
| ---- | -------------- | ---------- | --------- |
| 2013 | Atriz Favorita | Miss XV    | Indicada  |

### Premios Juventud
| Ano  | Categoria                   | Telenovela         | Resultado |
| ---- | --------------------------- | ------------------ | --------- |
| 2015 | Minha Protagonista Favorita | Mi corazón es tuyo | Indicada  |